# Imala
En lingüística, se denomina imela o imala (en árabe: إمالة‎ imāla, 'inflexión') al fenómeno fonético que ocurre en ciertos dialectos árabes, antiguos y modernos, por el cual el sonido [a] cuando es largo -[a:] o [ā]- se pronuncia en determinadas circunstancias como ē o ī. La imela fue frecuente en al-Ándalus, particularmente en el dialecto árabe hablado en la zona del Reino de Granada, y existen de ella multitud de ejemplos en los arabismos incorporados a la lengua española y en la toponimia: 
- al-bannā' ("el constructor") > al-bannī' > albañil

- al-ŷulŷulān ("el sésamo") > al-ŷulŷulīn > ajonjolí

- al-kirā' ("el alquiler") > al-kirē' > alquiler

- Al-Bayyāzīn ("los halconeros") > Al-Bayyīzīn > Albayzín

- Bāb ar-Ramla ("puerta de la arena") > Bīb ar-Ramla > Bibarrambla

- Wād Āš ("río Ash") > Wād Īš > Guadix

- Bayyāsa > Bayyēsa > Baeza

- Ŷayyān > Ŷayyēn > Jaén

- Datos: Q4115740